# Scopulariopsis gracilis
Scopulariopsis gracilis är en svampart som beskrevs av Samson 1972. Scopulariopsis gracilis ingår i släktet Scopulariopsis och familjen Microascaceae.   Inga underarter finns listade i Catalogue of Life.